# 페터 페흐터
페터 페흐터(독일어: Peter Fechter, 1944년 1월 14일 ~ 1962년 8월 17일)는 베를린 장벽에서 죽은 스물일곱 번째로 알려진 사람이 된 독일의 벽돌공이었다. 페흐터는 18세 때 서독으로 건너가려다 동독 국경부대의 총에 맞아 사망했다.

## 생애
페터 페흐터는 1944년 1월 14일 독일 베를린에서 태어났다. 페흐터는 4명의 자녀 중 셋째로 베를린의 바이센제 지역에서 자랐다. 그의 아버지는 기계 엔지니어였고 어머니는 판매원이었다. 14세에 학교를 마치고 벽돌공으로 졸업했다. 제2차 세계 대전이 끝난 후, 바이센제는 베를린의 소련 점령 지역에 위치해 있었다. 페흐터의 큰누나는 결혼을 했고 현재 서베를린에 살고 있으며, 그곳에서 그녀의 부모님과 형제자매들의 정기적인 방문을 받았다. 1961년 8월 13일 동독 당국은 갑자기 국경을 폐쇄하고 베를린 장벽을 건설하기 시작했다. 페흐터의 동료 헬무트 쿨베이크는 후에 페흐터와 함께 한동안 서베를린으로 망명하는 것을 고려하고 있었고, 국경 시설도 조사했지만, 그 당시에는 구체적인 계획이 세워지지 않았다고 말했다. 얼마 지나지 않아 페흐터는 좋은 판단을 받았음에도 불구하고 회사에 의해 서독으로의 합법적인 여행을 거부당했다.

## 사망
1962년 8월 17일 베를린 장벽이 건설된 지 1년 후, 페흐터와 헬무트 쿨베이크는 동독을 탈출하려고 시도했다. 이 계획은 짐메르슈트라세의 벽 근처에 있는 목수 작업장에 숨어 국경 수비대를 관찰한 후, 창 밖으로 뛰어내려 체크포인트 찰리 근처의 서베를린의 크로이츠베르크 구역에 철조망으로 덮인 벽을 2미터(6미터)를 넘는 것이었다.
그들의 계획은 처음에는 페흐터와 쿨베이크가 마지막 벽에 다다랐을 때 성공적이었지만, 그들이 오르기 시작하면서 동독 국경부대가 그들에게 발포했다. 쿨베이크는 성벽을 넘어 성공했지만, 페흐터는 수백 명의 목격자들이 보기에 여전히 등반 중에 골반에 총상을 입었다. 그는 기자들을 포함한 서독의 구경꾼들의 시야에 남아있던 동독 쪽의 죽음의 줄에 다시 빠져들었다. 그의 비명에도 불구하고, 페흐터는 동독 측으로부터 어떠한 의료 지원도 받지 못했고, 서독 측에서도 치료를 받을 수 없었다. 서베를린 경찰은 그에게 손이 닿지 않는 붕대를 던졌고, 그는 약 1시간 후에 피를 흘리며 사망했다. 그의 죽음으로 서베를린의 수백 명이 국경 수비대를 향해 "살인자들!"을 외치며 자발적인 시위를 벌였다.페터 페흐터에 대한 의료 지원의 부족은 상호간의 두려움 때문이었다: 타임지의 보도에 따르면, 현장에 있던 미군 소위가 서베를린의 미군 사령관으로부터 확고하게 서서 아무것도 하지 말라는 구체적인 명령을 받았지만, 서방의 구경꾼들은 총구를 겨누고 그를 돕는 것을 분명히 막았다. 재판 과정에서 서방의 어떠한 원조 시도도 실제로 불가능해졌다는 것이 드러났지만, 법의학자 오토 프로코프의 보고서에 따르면, "페터는 생존할 가능성이 없었다. 오른쪽 엉덩이에 총상을 입어 심각한 내상을 입었다."

## 재판
독일이 통일된 지 7년 만인 1997년 3월, 페흐터가 사망한 지 35년 만에 옛 동독 경비대원 롤프 프리드리히와 에리히 슈라이버가 페흐터의 죽음에 대한 과실치사 혐의를 받았다. 두 사람 모두 강도 높은 조사 끝에 총격 사실을 인정했다. 그들은 둘 다 유죄 판결을 받았고 집행유예 20개월과 21개월의 징역형을 선고받았다. 결정적인 증거가 부족했기 때문에 법원은 3명의 무장괴한 중 누가 치명적인 총알을 발사했는지 확인할 수 없었다. 유죄를 인정한 후, 선고 과정에서 두 경비원은 페터를 살해한 것에 대해 사과하면서 만약 그들이 그것을 되찾을 수 있다면, 그들은 그럴 것이고, 그들의 행동에 대해 솔직히 후회한다고 말했다.

## 추모

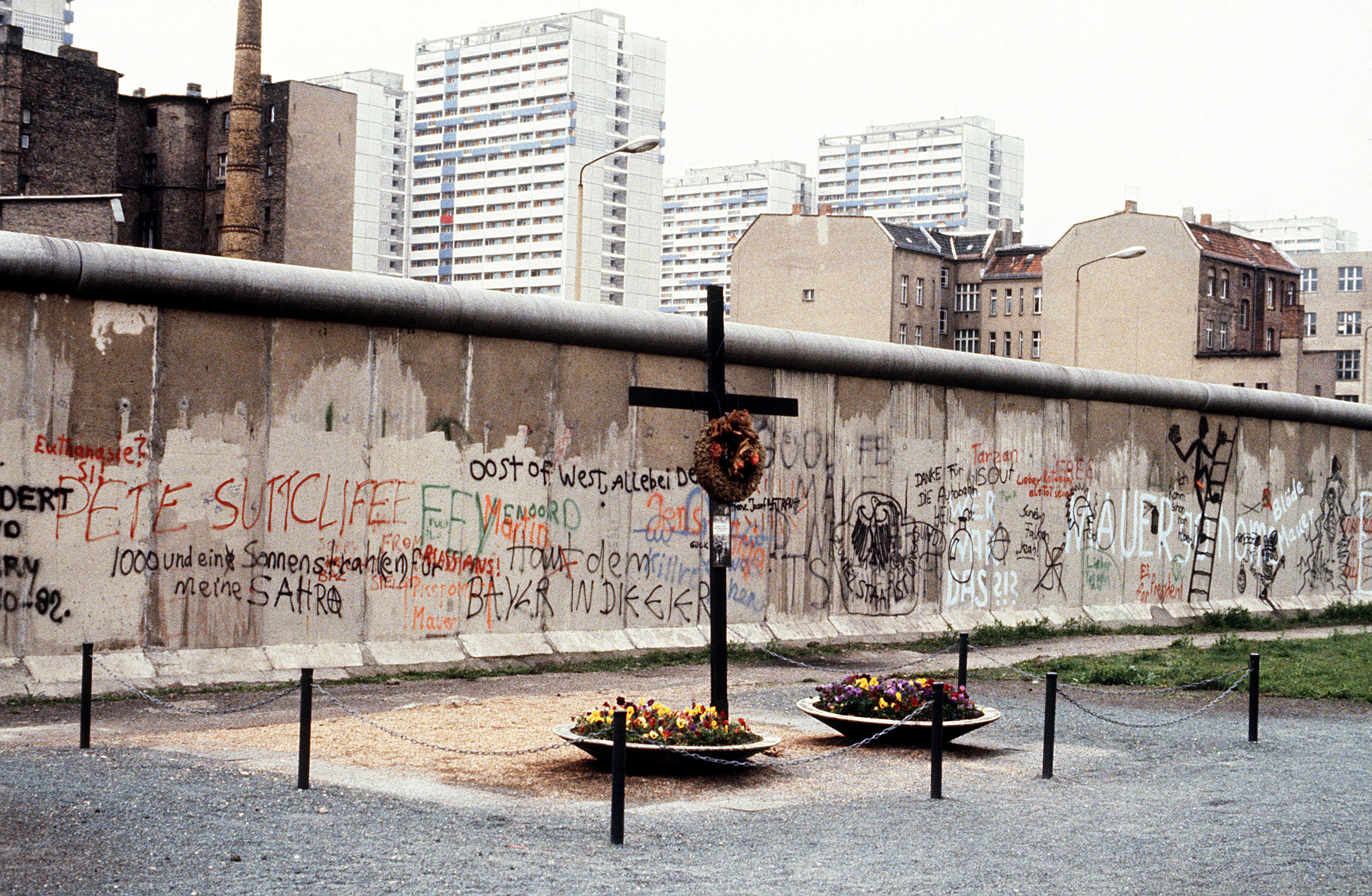
1984년에 찍은 베를린 장벽 서쪽의 페터 페흐터 추모관과 화환

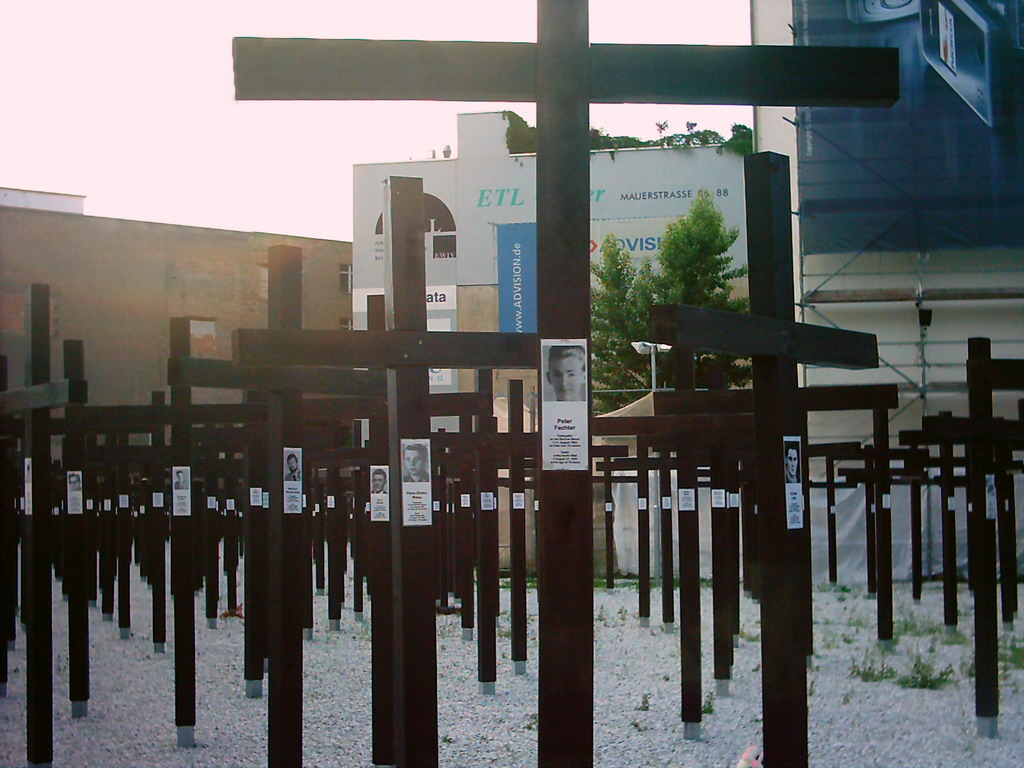
체크포인트 찰리의 페터 페흐터 추모 십자가

페흐터가 총에 맞아 피를 흘리며 사망한 지점 근처 서쪽에 십자가가 놓여 있었다. 서베를린 시장 빌리 브란트의 초청으로 예일 러시아 합창단은 총격 사건이 일어난 다음 주에 현장 근처에서 모차르트의 아베 베룸 코퍼스를 독일어로 번역하여 불렀다. 1주년 기념일에, 윌리 브란트와 제임스 포크 미국 소장에 의해 그곳에 화환이 놓여졌다.
피터 페흐터의 이야기는 1962년 8월 미국 뉴스 잡지 타임의 헤드라인이었다. 이 글에서는 "수치의 벽"(Mauer der Schande)이라는 명사가 사용되었고, 이것은 벽의 동의어가 되었다.

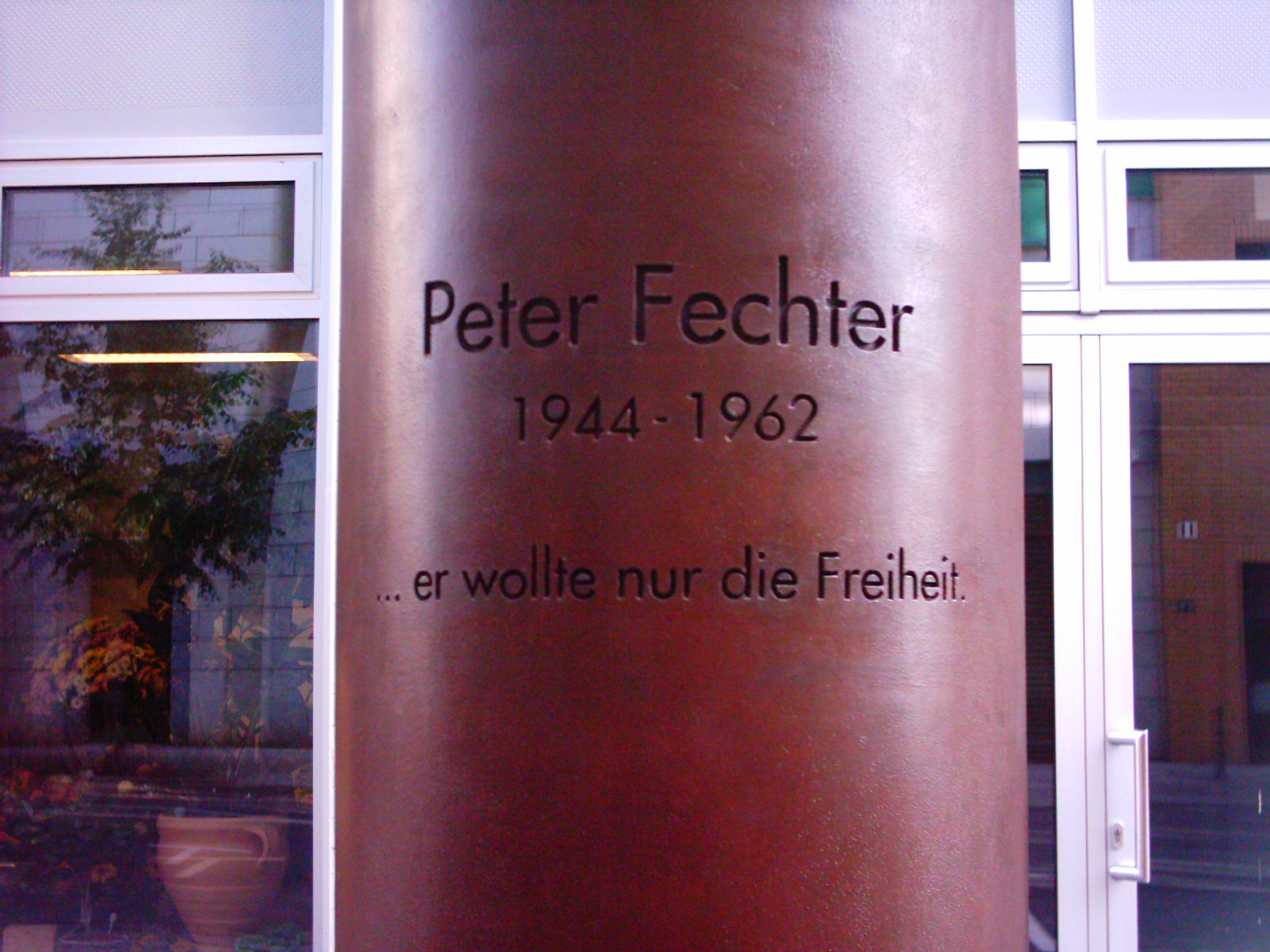
짐메르슈트라세에 있는 페터 페흐터 추모비에 "그는 단지 자유를 원했다."라는 글귀가 새겨져 있다.

1990년 독일의 재통일 이후, 페터-페터-스텔레 기념비는 그가 사망한 동쪽의 짐메르슈트라세에 세워졌다. 이 총격 사건은 독일 TV 다큐멘터리의 주제가 되기도 했다. 코넬리우스 라이언은 그의 책 "The Last Battle"을 페흐터를 추모하기 위해 바쳤다. 작곡가 아울리스 살리넨은 페흐터를 기념하기 위해 관현악 작품 Mauermusik을 썼다. 2007년, 예술가 마크 구브는 현대 예술 연구소로부터 피터 페흐터의 죽음을 바탕으로 한 공연을 제작하도록 의뢰받았다. 공연은 나중에 ICA에서 녹음되고 상영된 1시간짜리 라이브 작품으로, 피터 페흐터 역을 맡은 배우 도미닉 다니엘레비츠가 마지막에 토론 패널로 구성되었다. 스페인 가수 니노 브라보의 1972년 발라드 리브레("Free")는 이 사건을 기억한다. 2012년 캐나다 극작가 조던 태나힐의 희곡 페터 페흐터: 59분은 페처의 삶의 마지막 시간을 시적으로 재창조한 작품으로 캐나다와 베를린에서 제작되었다.

## 같이 보기
- 1961년 베를린 위기